# Phare d'Admiralty Head
Le phare d'Admiralty Head est un phare situé sur l'Île Whidbey une île située à l'est du détroit de Juan de Fuca  et au nord du Puget Sound (Comté d'Island), dans l'État de Washington (États-Unis). Le phare a été désactivé en 1922.
Ce phare fut géré par la Garde côtière américaine, et les phares de l'État de Washington sont entretenues par le District 13 de la Garde côtière  basé à Seattle.

## Histoire
Smith Island est situé près de Coupeville, siège du Comté d'Island. Le phare a été construit sur le terrain du Fort Casey State Park géré par le National Park Service. Admiralty Head est le point d'entrée est d'Admiralty Inlet, et il est l'extrémité sud-est d'une succession de falaises s'étendant vers le nord le long de la côte ouest de l'île Whidbey jusqu'à Point Partridge (en), où les falaises ont les plus hautes.
Deux phares furent construits sur Admiralty Head. Seul le second reste.
Le phare restauré est face à Admiralty Inlet (en), proche du phare de Wilson Point situé à six kilomètres de la côte ouest de l'Admiralty Inlet.
Le premier phare, mis en service en 1861, était une maison en bois de deux étages, avec une tour surplombant le pignon. Il était équipé d'une lentille de Fresnel de 4e ordre dont la lumière était visible jusqu'à 26 km. En 1890, la construction du Fort Casey, a contraint au déplacement du phare vers un autre endroit. Il a été démoli en 1928.

## Description
Le phare a été remplacé, en 1903, par une tour de 9 m de haut au coin d'une maison de deux étages. Il fut construit avec des murs épais destinés à résister aux tremblements de terre et à l'effet de souffle des canons de Fort Casey.
Le phare a été désactivé en 1922, et la lanterne a déplacé au phare de New Dungeness en 1927. Pendant son occupation plus tard par l'armée, le phare a été employé comme installation d'entraînement pour le programme de chien de guerre (K-9 dog program). En 1990, le service postal américain a émis un timbre de 25 cents comportant l'Admiralty Head Light.
Le phare a été restauré par le Washington State Park System (en) et il est parrainé par le Lighthouse Environmental Program (LEP), une collaboration  de l'Université d'État de Washington et les programmes environnementaux locaux. En 2012, une reconstruction historiquement précise de la lanterne a été installée au sommet de la tour. Le travail a été effectué par des étudiants bénévoles de trois écoles secondaires de l'île Whidbey. Le phare est aussi un musée qui se visite avec l'aide des bénévoles du Keepers of Admiralty Head Lighthouse .
Identifiant : ARLHS : USA-002 .
|     |
| Île |

|          |
| Le phare |

### Lien connexe
- Liste des phares de l'État de Washington